# Великани српске Војводине
Великани српске Војводине је играно-документарна ТВ серија, заједнички телевизијски пројекат РТС-а и РТВ-а. Прва епизода приказана је 17. октобра 2018. године. Серија има 28 епизода. Пројекат је реализован у оквиру програма обележавања 100 година од присаједињења Војводине Краљевини Србији. У серији су приказани историјски догађаји и личности од 18. до 20. века, а посебна пажња усмерена је на период националног буђења српског народа у Аустроугарској. Неке од личности које су приказане кроз серију су: Светозар Милетић, Јаша Томић, Јован Јовановић Змај, митрополит Стратимировић и други. Серија је снимљена под покровитељством Одбора за обележавање стогодишњице Заједнице Војводине Краљевини Србији, у продукцији компаније Беомедија. Улоге великана припале су Небојши Дугалићу, Бојану Жировићу и Гордани Ђурђевић-Димић. Филмске сцене су снимане у Сремским Карловцима, у Матици српској, Музеју града Новог Сада, дворцу у Кулпину и другим локацијама.